# Östavall
Östavall ist ein Ort (småort) in der Gemeinde Ånge in der schwedischen Provinz Västernorrlands län beziehungsweise der historischen Provinz Medelpad. 2010 hatte der Ort 222 Einwohner; in Folge sank die Einwohnerzahl unter 200, sodass Östavall den Status eines Tätorts verlor.
Der Ort liegt etwa zwanzig Kilometer südwestlich von Ånge an der Norra stambanan sowie am Riksväg 83.